# Nina Caicedo
Nina Caicedo Vargas (Quibdó, Chocó, Colombia, 3 de febrero de 1986) es una actriz de cine y televisión,  modelo y abogada colombiana , reconocida por su participación en producciones como Las detectivas y el Víctor, Azúcar, La esclava blanca, La niña y Enfermeras. Es hija del músico y compositor Nino Caicedo y hermana del cantante y actor Anddy Caicedo.

## Biografía y trayectoria
Nina Caicedo nació en Quibdó, en el departamento del Chocó. Es hija del músico, compositor y productor musical Saturnino Caicedo Córdoba, conocido artísticamente como Nino Caicedo, y de la cantante y psicóloga Nimia Teresa Vargas Cuesta. Es hermana del cantante y actor Anddy Caicedo, y de Nino Caicedo Vargas. Estudió derecho en la Universidad Externado de Colombia y empezó a desempeñarse como actriz en la década de 2000. Su primer gran oportunidad llegó en 2009 cuando interpretó a Nelly en la serie de televisión Las detectivas y el Víctor. En 2010 tuvo una breve aparición en la telenovela de Sergio Cabrera La Pola y en la película de Gustavo Bolívar Sin tetas no hay paraíso.
En la década de 2010 ha tenido una participación activa en seriados y películas en su país natal. En 2012 integró el elenco de la serie de televisión Made in Cartagena, seguido de una participación en la telenovela La selección. El 2016 fue un año muy activo en la carrera de Caicedo, teniendo destacadas actuaciones en las series La esclava blanca como Sara, Azúcar como Lola Ocoró y La niña como Vanessa Mosquera. En 2017 retornó al cine con un papel de reparto en la película española Loving Pablo. Un año después protagonizó junto a Mario Duarte la película cómica Pelucas y Rokanrol, donde interpretó a una sargento de la policía.
En 2019 protagoniza de la serie Enfermeras del Canal RCN, interpretando el papel de Sol Angie Velásquez.

## Filmografía

### Televisión
| Año       | Título                       | Personaje           | Canal              |
| --------- | ---------------------------- | ------------------- | ------------------ |
| 2008      | La hija del mariachi         |                     | Canal RCN          |
| 2008-2010 | Oye bonita                   |                     | Caracol Televisión |
| 2008-2009 | Sin senos no hay paraíso     | Alina               | Telemundo          |
| 2009-2010 | Las detectivas y el Víctor   | Nelly               | Canal RCN          |
| 2010      | El cartel 2: La guerra total | Jessica             | Caracol Televisión |
| 2010-2011 | La Pola                      | Acacia              | Canal RCN          |
| 2013-2014 | La selección                 | Nely Asprilla       | Caracol Televisión |
| 2014      | Bazurto                      | Celina              | Caracol Televisión |
| 2016      | Azúcar                       | Dolores 'Lola'      | Canal RCN          |
| 2016      | La esclava blanca            | Sara                | Caracol Televisión |
| 2016      | La niña                      | Vanessa Mosquera    | Caracol Televisión |
| 2018      | Distrito salvaje             | Misury              | Netflix            |
| 2018-2019 | La ley del corazón 2         | Anabel García       | Canal RCN          |
| 2019      | Siempre bruja                | Esclava Hoguera     | Netflix            |
| 2019      | Leonor                       |                     | Telepacifico       |
| 2019-2022 | Enfermeras                   | Sol Angie Velásquez | Canal RCN          |
| 2021      | Fábulas del confinamiento    | Andrea Jiménez      | Canal Capital      |
| 2021      | Chichipatos                  | Agente Alika        | Netflix            |
| 2022      | Vicente, el imprudente       | Sol Angie Velásquez | Canal RCN          |
| 2024      | Devuélveme la vida           | Carla Williams      | Caracol Televisión |
| 2024      | Masterchef Celebrity         | Participante        | Canal RCN          |

## Cine
| Año  | Título                   | Personaje | Nota                      |
| ---- | ------------------------ | --------- | ------------------------- |
| 2018 | Pelucas y Rokanrol       | Gina      | Director: Mario Duarte    |
| 2017 | Loving Pablo             |           |                           |
| 2010 | Sin tetas no hay paraíso |           | Director: Gustavo Bolívar |